# Râul Diudiu
Râul Diudiu este un curs de apă, afluent al râului Sebeș. 

## Hărți
- Harta Munții Lotrului  Arhivat în 6 mai 2008, la Wayback Machine.
- Harta Munții Cibin  Arhivat în 30 martie 2010, la Wayback Machine.
- Harta Munții Șureanu  Arhivat în 11 mai 2012, la Wayback Machine.